# افت
اُفت یا فرود در اصطلاح ادبیات سخنی است که آخرین جزء آن حاوی چیزی پیش و پا افتاده و فروتر از جزء اوّل باشد؛ بدین معنی که نویسنده در روایت خود، از لحن فرهیخته و شکوهمند به لحنی معمولی یا سخیف نزول کند که در غالب موارد به عبارتی مضحک بدل می‌شود، مانند این عبارت در نیروی دریایی وظیفهٔ ملوانان دفاع از تمامیت ارضی کشور و پوست کندن سیب زمینی است. این شگرد بیشتر در ساختن طنز و مضحکه استفاده می‌شود. این اصطلاح را ظاهراً اول بار الکساندر پوپ شاعر و منتقد انگلیسی در سال ۱۷۲۷ میلادی، در رساله در باب مضحکه به کار برد و ساموئل جانسن نویسنده و منتقد و فرهنگ نگار انگلیسی نخستین کسی بود که آن را در فرهنگ خود ثبت کرد.